# Macquartia praefica
Macquartia praefica är en tvåvingeart som först beskrevs av Johann Wilhelm Meigen 1824.  Macquartia praefica ingår i släktet Macquartia och familjen parasitflugor. Inga underarter finns listade i Catalogue of Life.